# Kazimierz Janiak (1924–1986)
Kazimierz Janiak (ur. 26 października 1924 w Chełmnie, zm. 7 grudnia 1986) – polski działacz partyjny i państwowy, wojewoda płocki (1975–1977), I sekretarz Komitetu Wojewódzkiego PZPR i przewodniczący prezydium Wojewódzkiej Rady Narodowej w Płocku (1977–1980), poseł na Sejm PRL VIII kadencji (1980–1981).

## Życiorys
Syn Stanisława i Marii. Wstąpił do Polskiej Zjednoczonej Partii Robotniczej w 1948. Z zawodu ekonomista, uzyskał tytuł magistra ekonomii w Szkole Głównej Planowania i Statystyki w 1967. W latach 1969–1971 przewodniczący prezydium Miejskiej Rady Narodowej w Płocku. Od 1971 do 5 czerwca 1975 był I sekretarzem Komitetu Miejskiego i Powiatowego PZPR w Płocku, a od 10 sierpnia 1977 do 31 października 1980 I sekretarzem Komitetu Wojewódzkiego PZPR w Płocku (jednocześnie kierował Prezydium Wojewódzkiej Rady Narodowej). Od 5 czerwca 1975 do 10 sierpnia 1977 pełnił urząd wojewody płockiego. W okresie od 15 lutego 1980 do 20 lipca 1981 zastępca członka Komitetu Centralnego PZPR.
W 1980 uzyskał mandat posła na Sejm PRL VIII kadencji w okręgu Płock. Zasiadał w Komisji Planu Gospodarczego, Budżetu i Finansów. W lipcu 1981 zrzekł się mandatu.
W lutym 1981 został mianowany Konsulem Generalnym w Zagrzebiu. Ze względu na serię artykułów w polskiej prasie krytykujących jego działalność przed objęciem stanowiska w Zagrzebiu, wywarto na nim presję, by podał się do dymisji. Ze względu na podjęte w czerwcu 1981 kontakty z zachodnimi dyplomatami, Służba Bezpieczeństwa zaczęła się obawiać, że Janiak może chcieć zbiec na Zachód. W efekcie w lipcu 1981 „siłą” został ściągnięty do Polski.
Pochowany na cmentarzu komunalnym Północnym w Warszawie.

## Odznaczenia
- Krzyż Oficerski Orderu Odrodzenia Polski
- Złoty Krzyż Zasługi
- Srebrny Krzyż Zasługi
- Medal 30-lecia Polski Ludowej